# Emmanuel Le Roy Ladurie
Emmanuel Le Roy Ladurie (Les Moutiers-en-Cinglais, 19 luglio 1929 – Les Moutiers-en-Cinglais, 22 novembre 2023) è stato uno storico francese, animatore dell'École des Annales e studioso in particolare della vita dei contadini nell'Ancien Régime. Era considerato uno dei più importanti storici francesi moderni, rappresentante di un metodo di studio (la microstoria) in grado di ricostruire in modo dettagliato specifici contesti storici. È stato definito la "rock star dei medievalisti" per il suo lavoro nella storia sociale.
Fu direttore didattico dell'École pratique des hautes études di Parigi a partire dal 1965, poi professore di scienze sociali all'Università di Parigi (dal 1970) e, infine, professore di storia della civiltà moderna al Collège de France (dal 1973).

## Biografia
Le Roy Ladurie nacque a Les Moutiers-en-Cinglais, nel Calvados. Suo padre era Jacques Le Roy Ladurie, che sarebbe diventato ministro dell'Agricoltura del maresciallo Philippe Pétain e successivamente membro della resistenza francese dopo la rottura con il regime di Vichy. Le Roy Ladurie ha descritto la sua infanzia in Normandia nella tenuta di famiglia in campagna. La famiglia Le Roy Ladurie, intensamente cattolica e monarchica in politica, era originariamente l'aristocratica "de Roy Laduries", discendente da un prete cattolico che si innamorò di una sua parrocchiana, abbandonò il sacerdozio per sposarla e fu poi nobilitato dalla Corona; la famiglia abbandonò l'aristocratico "de" dal proprio cognome al tempo della Rivoluzione Francese. Il nonno di Le Roy Ladurie era un ufficiale dell'esercito francese di vedute monarchiche cattoliche che fu congedato con disonore dall'esercito nel 1902 per aver rifiutato l'ordine del governo anticlericale di chiudere le scuole cattoliche. Successivamente, l'ex capitano Le Roy Ladurie ritornò nella Normandia rurale, fu eletto sindaco di Villeray e fu attivo nell'organizzazione di un sindacato per i lavoratori rurali.
Durante la sua infanzia, l'eroe di Le Roy Ladurie era il maresciallo Pétain.  La caduta in disgrazia di Pétain – da eroe di Verdun e uno degli uomini più amati dai francesi a collaboratore vituperato e uno degli uomini più odiati dalla Francia, condannato a morte per alto tradimento per la sua collaborazione con la Germania – ha avuto una grande influenza sul suo senso della storia. Parlando dell'ascesa e della caduta del maresciallo Pétain da eroe a traditore come esempio delle vicissitudini della storia, Le Roy Ladurie in un'intervista del 1998 affermò: "Da allora sono rimasto affascinato da ciò che chiamiamo declino e caduta. La Francia è piena di persone che sono diventate molto importanti e poi sono diventate nulla. Il mio fascino è probabilmente dovuto al fatto che la mia famiglia un tempo era importante e poi è diventata nulla. C'era un contrasto tra la mia carriera e i sentimenti della mia famiglia".

## Carriera
Emmanuel Le Roy Ladurie fu nominato insegnante per la prima volta al liceo maschile di Montpellier (Lycée Joffre), dal 1955 al 1957. Questo periodo fu cruciale per il resto della sua carriera, perché fu allora che iniziò a dedicarsi alla ricerca. Dal 1958 al 1960 è stato ricercatore associato presso il Centro Nazionale della Ricerca Scientifica, dal 1960 al 1963 assistente alla Facoltà di Lettere di Montpellier poi professore assistente alla Scuola Pratica di Studi Avanzati dal 1965 al 1975, quindi presso la Scuola Superiore di Studi Avanzati in Scienze Sociali (EHESS). Infine, dal 1973 al 1999, ricoprì la cattedra di Storia della civiltà moderna al Collège de France.
Nel 1966, difese il dottorato in lettere, “Les paysans de Languedoc”, da cui derivò, nel 1975, il suo successo mondiale Montaillou, villaggio occitano.
È stato amministratore generale della Bibliothèque nationale de France (BnF) dal 1987 al 1994, preparando la creazione della nuova entità con Dominique Jamet. È stato un avido lettore della biblioteca della Fondazione Maison des sciences de l'homme e della biblioteca Météo-France, alla quale ha lasciato in eredità il fondo sul clima della sua biblioteca personale. Le Roy Ladurie scrisse spesso per i giornali Le Nouvel Observateur, L'Express e Le Monde. Era membro sia dell'American Academy of Arts and Sciences (1974) che dell'American Philosophical Society (1979).

## Lavoro scientifico

### Antropologia storica
Senza dubbio uno degli storici contemporanei più produttivi, Emmanuel Le Roy Ladurie deve molto al suo mentore Fernand Braudel, grande storico dell'École des Annales.. È stato un pioniere dell'analisi microstorica. La sua opera più nota, Montaillou, village occitan (1975),,  si basa sugli appunti dell'inquisitore Jacques Fournier, vescovo di Pamiers (1318–1325), tradotti in francese da Jean Duvernoy, per ricostruire la vita di un piccolo villaggio in Linguadoca al tempo del catarismo. Diventò così uno specialista in antropologia storica, che permette di comprendere gli uomini del passato nel loro ambiente. L’opera ebbe poi un successo del tutto inaspettato. Ha venduto più di due milioni di copie.

### Studio storico del clima
Ricercatore eclettico, Emmanuel Le Roy Ladurie si interessò alla storia delle regioni (Histoire de France des regioni, Seuil, 2004) e svolse un ruolo pionieristico nella storia del clima attraverso i suoi studi sulla fenologia. Durante le sue ricerche personali presso la Bibliothèque de France, scoprì l'“Albero della Giustizia”, il primo organigramma dello Stato francese prodotto da Charles de Figon nel XVI secolo, che analizzò e trascrisse in concetti moderni.
Ancora molto attivo in pensione, continuò a rilasciare interviste, a partecipare a conferenze e a pubblicare articoli, in particolare nel campo della storia del clima e delle sue conseguenze per l'uomo.

## Attività politica

### Nel Partito comunista
Le Roy Ladurie è stato membro del Partito Comunista Francese (PCF) tra il 1945 e il 1956. I suoi genitori devotamente cattolici si aspettavano che diventasse un prete cattolico ed erano scandalizzati dal fatto che il loro figlio diventasse invece ateo e un fervente comunista. La Grande Depressione degli anni '30, insieme alla sconfitta della Francia nel 1940 per mano della Germania, avevano fatto sì che molte persone in Francia perdessero fiducia sia nel capitalismo sia nella democrazia liberale. Il ruolo guida svolto dai comunisti francesi nella Resistenza durante l'occupazione tedesca e la volontà di molte élite francesi tradizionali di sostenere il regime di Vichy, insieme all'apparente successo ottenuto dall'economia pianificata del regime sovietico e dal suo "socialismo scientifico", portarono Le Roy Ladurie, come molte altre persone della sua generazione, ad abbracciare il comunismo come la migliore speranza per l'umanità. Il PCF si autoproclamò orgogliosamente il "partito dei 75.000 fucilati", in riferimento all'affermazione secondo cui i tedeschi avevano fucilato 75.000 comunisti francesi tra il 1941 e il 1944 (la cifra reale era in realtà 10.000); tuttavia il PCF aveva acquisito un enorme prestigio nella Francia degli anni Quaranta grazie al suo ruolo nella Resistenza.
L’occupazione tedesca fu un’esperienza profondamente traumatica per i francesi, anche perché, a differenza della prima guerra mondiale, in cui l'Union sacrée proclamata da Raymond Poincaré nel 1914 aveva unito la sinistra e la destra contro il comune nemico tedesco, la seconda guerra aveva visto in Francia una guerra civile. La Resistenza aveva combattuto non solo i tedeschi, ma anche la polizia, i gendarmi e i tanto temuti Milice del regime di Vichy. I Milice erano un insieme di fascisti, gangster e avventurieri vari francesi utilizzati dal regime di Vichy per dare la caccia e uccidere i resistenti, che a loro volta assassinavano i membri dei Milice. Considerato questo contesto, Le Roy Ladurie descrisse la sua generazione come una generazione segnata, dicendo: "Era pericoloso per i giovani durante la guerra. Se subiamo violenza, saremo a nostra volta violenti verso gli altri. È come qualcuno che si sodomizza e poi sodomizza gli altri".Le Roy Ladurie spiegò di essere diventato comunista come reazione alle sue esperienze in tempo di guerra.
Quando il romanzo Darkness at Noon dello scrittore ungherese Arthur Koestler del 1940 fu tradotto in francese nel 1949, Le Roy Ladurie lo vide come una conferma della grandezza dello stalinismo invece della condanna che Koestler aveva inteso fare. Il romanzo di Koestler riguardava un eminente comunista sovietico e vecchio bolscevico di nome Rubashov che fu arrestato e accusato di crimini contro l'Unione Sovietica che non aveva commesso, ma che aveva confessato volontariamente in un processo farsa dopo aver ascoltato un appello alla disciplina del partito. Si ritiene generalmente che il personaggio di Rubashov sia stato modellato da Koestler su Nikolaj Bucharin, un eminente vecchio bolscevico e leader della fazione "di destra" (cioè moderata) del Partito Comunista che fu fucilato nel 1938 dopo un processo farsa a Mosca in cui Bucharin confessò una fantastica serie di accuse bizzarre e improbabili come essere un agente di potenze straniere, sabotaggio, "demolizione" e aver collaborato con Lev Trockij dal suo esilio a Città del Messico e con i leader della "Guardia Bianca" a Parigi per rovesciare Stalin. Il vero crimine di Bucharin era stato quello di opporsi a Stalin nella lotta per la successione post-Lenin negli anni ’20 e di sostenere la continuazione della Nuova Politica Economica – che assegnava il controllo dei “punti di comando” dell’economia sovietica allo Stato, consentendo al tempo stesso la libera impresa nel resto dell’economia – come modello realizzabile per il futuro. Fu solo nel 1928, quando Stalin introdusse il Primo Piano Quinquennale che il pieno socialismo arrivò in Unione Sovietica, una scelta politica alla quale Bucharin si era opposto. 
L’immagine di Rubashov, personaggio alla Bucharin, che confessava crimini che non aveva commesso per sostenere la grandezza del comunismo fece scalpore all’epoca, ma la verità era ben più brutale e sordida: Bukharin era stato psicologicamente "spezzato" dopo mesi di tortura da parte dell'NKVD, ed era stato ridotto in uno stato tale da essere disposto a "confessare" qualsiasi cosa. Le Roy Ladurie scrisse in un saggio del 1949 su Darkness At Noon che: "Rubashov aveva ragione a sacrificare la sua vita e soprattutto il suo onore rivoluzionario in modo che un giorno potesse essere stabilito il migliore di tutti i regimi possibili". Le Roy Ladurie ammetterà successivamente di aver frainteso il messaggio di Darkness At Noon . Al culmine della Guerra Fredda, all'inizio degli anni Cinquanta, Le Roy Ladurie descrisse l'atmosfera all'interno del partito come "une intensité liturgique".

### Nel partito socialista
Le Roy Ladurie lasciò il PCF dopo che i dubbi causati dalla rivoluzione ungherese del 1956 diventarono eccessivi per lui. Scrisse più tardi che la vista dei carri armati sovietici che schiacciavano nel 1956 la gente comune ungherese che chiedeva semplicemente i diritti umani fondamentali, lo portò ad abbandonare il suo ottimismo della fine degli anni Quaranta secondo cui l'Unione Sovietica rappresentava la migliore speranza dell'umanità e invece lo portò alla conclusione che il comunismo era un’ideologia disumana e totalitaria che opprimeva le persone in Unione Sovietica, Ungheria e altrove. Da allora analizzò e rinnegò il suo impegno nei confronti del movimento comunista in Les Grands Politiques ou la pedagogie infernale (2002) e Ouverture, société, politique: de l'Édit de Nantes à la chute du communisme (in collaborazione con Guillaume Bourgeois) (2004).
La rottura di Le Roy Ladurie con il PCF non significò una rottura con la sinistra: aderì al Partito Socialista, candidandosi socialista a Montpellier nel 1957, ottenendo il 2,5% dei voti. Nel 1963, un disilluso Le Roy Ladurie lasciò i socialisti.

### Evoluzione verso la destra liberale
Emmanuel Le Roy Ladurie mantenne le distanze dagli avvenimenti del maggio 1968, che gli provocarono un “profondo disgusto”. Si rivolse così alla destra liberale e anticomunista dagli anni '70. Nel febbraio 1978 fu uno dei membri fondatori del "Comitato degli intellettuali per un'Europa delle libertà".
Nel 2012 sostenne Nicolas Sarkozy durante le elezioni presidenziali.

## La morte
Le Roy Ladurie morì il 22 novembre 2023, all'età di 94 anni.

## Vita privata
Emmanuel Le Roy Ladurie sposò Madeleine Pupponi (nata nel 1931), dottoressa, figlia del professore di matematica e attivista comunista di origine corsa Henri Pupponi (1904-1980) il 7 luglio 1955. Lo sostenne durante tutta la sua carriera, accompagnandolo, tra l'altro, nelle sue ricerche sull'avanzamento o il ritiro dei ghiacciai, indicatori della storia del clima. Ebbero due figli, uno dei quali, François, divenne medico e si specializzò in trapianti di polmone.

## Opere

### Opere tradotte in italiano
- I contadini di Linguadoca, (titolo originale Les paysans de Languedoc, Sevpen, 2 vol., 1966 - edizione ridotta presso Flammarion, 1969), trad. di Silvia Brilli Cattarini, Laterza, Bari, 1970; Collana Biblioteca Universale n.117, 1984-1986, Roma-Bari ISBN 88-420-2468-6
- Montaillou, village occitan de 1294 à 1324, Paris, Gallimard, 1977
  - Storia di un paese: Montaillou, un villaggio occitanico durante l'inquisizione, 1294-1324, trad. di Giovanni Bogliolo, Collana Storica, Rizzoli, 1977; Collana SuperSaggi, BUR, Milano, 1991 ISBN 88-17-11551-7; Collana La Scala.Saggi, BUR, Milano, 1998 ISBN 88-17-11289-5
  -  Montaillou, Collana La Cultura, Milano, Il Saggiatore, 2019, ISBN 978-88-428-2542-5.
- Le frontiere dello storico, (titolo originale Le territoire de l'Historien, Gallimard, 1973), trad. di Silvia Brilli Cattarini ed Ernesto Galli della Loggia, Collana Saggi Tascabili n.25, Laterza, Bari, 1976
- Il Carnevale di Romans. Nella Francia di Caterina de' Medici le tensioni sociali e i conflitti di una cittadina del delfinato trasformano una mascherata in un dramma sanguinoso, trad. di Giovanni Bogliolo, Rizzoli, Milano, 1981; Il Carnevale di Romans. Nel XVI secolo la "prova" della Rivoluzione francese, Collana SuperSaggi, BUR, Milano, 1996 ISBN 88-17-11690-4
- Tempo di festa, tempo di carestia: storia del clima dall'anno mille, (titolo originale Histoire de climat depuis l'an mil, Flammarion, 1967), trad. di Laura Felici, Collana Paperbacks n.138, Einaudi, Torino, 1982 ISBN 88-06-05408-2
- Il Denaro, L'amore, la Morte in Occitania. Dalla riscoperta di un Romanzo contadino del '700 un nuovo modo di fare storia attraverso l'immaginario popolare, preceduto da Storia di Gian l'han preso, romanzo in lingua d'oc dell'abate Jean-Baptiste Castor Fabre (1756), edizione critica di Philippe Gardy, trad. di Giovanni Bogliolo, Collana Storica, Rizzoli, Milano, 1983
- Autobiografia 1945-1963. Quella che non è minacciata non è necessariamente la libertà, è la verità, trad. di Graziella Cillario, Rizzoli, Milano, 1984 ISBN 88-17-53417-X
- prefazione a Alain Schnapp, La conquista del passato. Alle origini dell'archeologia, trad. di Giovanna Patrizia Tabone, Milano: Leonardo, 1994 ISBN 88-04-39134-0
- La strega di Jasmin, Roma: Lavoro, 1994 ISBN 978-8879106320
- L'ancien règime, Bologna, Il Mulino, 1999-2000.
  - Lo Stato del Re: la Francia dal 1460 al 1610, trad. Aldo Pasquali, Collana Le Vie della Civiltà, Il Mulino, Bologna, 1999 ISBN 88-15-07202-0
  - Il Trionfo dell'Assolutismo: da Luigi XIII a Luigi XIV, 1610-1715, trad. Maria Grazia Meriggi, Collana Le Vie della Civiltà, Il Mulino, Bologna, 2000 ISBN 88-15-07414-7
  - Il Declino dell'Assolutismo: l'epoca di Luigi XV, 1715-1770, Collana Le Vie della Civiltà, Il Mulino, Bologna, 2000 ISBN 88-15-07415-5

### Opere principali in francese
- Les Paysans de Languedoc, 1966.
- Histoire du climat depuis l'an mil, Paris: Flammarion, 1967.
- Anthropologie du conscrit français (con J.-P. Aron et al.), Paris: Éd. de l'EHESS, 1972.
- Médecins, climat, épidémies (con J.-P. Desaive et al.), Paris: Éd. de l'EHESS, 1972.
- Le Territoire de l'historien, Paris: Gallimard, t. I, 1973; t. II, 1978.
- Montaillou, village occitan de 1294 à 1324, Paris: Gallimard, 1975.
- Histoire économique et sociale de la France in 2 voll.: I. De 1450 à 1660. II. Paysannerie et croissance, 1976.
- Le Carnaval de Romans: de la Chandeleur au Mercredi des cendres (1579–1580), Paris: Gallimard, 1979.
- L'Argent, l'amour et la mort en pays d'Oc, Paris: Éd. du Seuil, 1980.
- La Sorcière de Jasmin, Paris: Éd. du Seuil, 1980.
- Inventaire des campagnes (con altri), 1980.
- Histoire de la France urbaine (con altri), 1981.
- Paris-Montpellier: PC-PSU, 1945-1963, Paris: Gallimard, 1982.
- Parmi les historiens, Paris: Éd. du Seuil, 1983; 1994.
- Pierre Prion, scribe, 1987.
- L'État royal, 1460-1610, 1987.
- Le Siècle des Platter, Paris: Fayard, I. Le mendiant et le professeur, 1997; II. Le voyage de Thomas Platter, 2000; III. L'Europe de Thomas Platter, 2006.
- L'Historien, le chiffre et le texte, Paris: Fayard, 1997.
- Emmanuel Le Roy Ladurie - Jean François Fitou, Saint-Simon ou Le système de la Cour, Paris: Fayard, 1997.
- Histoire du Languedoc, 2000.
- Histoire de France des régions, 2001.
- Autour de Montaillou, un village occitan: histoire et religiosité d'un village au Moyen Âge, 2001.
- Histoire des paysans français : de la peste noire à la Révolution, 2002.
- Les Grands Procès politiques, 2002.
- La Dîme royale, 2002.
- Histoire humaine et comparée du climat, Paris: Fayard, I. Canicules et glaciers XIII-XVIII siècles, 2004; II. Disettes et révolutions, 2006; III. Le réchauffement de 1860 à nos jours (con la collaborazione di Guillaume Séchet), 2009.
- Histoire de France des régions: la périphérie française, des origines à nos jours, 2005.
- "Histoire du climat du Moyen Âge jusqu'à nos jours", DVD, 2007.
- Abrégé d'histoire du climat du Moyen Âge à nos jours, intervista con Anouchka Vasak, Paris: Fayard, 2007.
- Histoire de la Bibliothèque nationale de France, Conférence au Collège de France 1995, CD Audio, Paris: Le Livre Qui Parle, 2009.
- Histoire et système (a cura di), Paris: Le Cerf, 2010.